# Intolleranza religiosa
L'intolleranza religiosa è la discriminazione di una persona, o di un gruppo di persone, sulla base della loro religione.

## Le cause dell'intolleranza religiosa
Nelle religioni politeiste non si verifica il fenomeno dell'intolleranza poiché la moltitudine degli dei esclude che vi siano divinità vere e uniche e tutte sono da temere. L'intolleranza si manifesta presso gli antichi quando esiste una casta sacerdotale che vuole mantenere i suoi privilegi. Così non era ad esempio nella politica religiosa dello Stato romano di solito indirizzata ad accogliere nel pantheon nazionale divinità straniere che possono essere oggetto di culto nei propri confini, ma al di fuori del proprio territorio sacro, oppure a rendere ufficiali i culti delle divinità dei nemici che divengono così nuovi protettori del popolo vincitore.
L'intolleranza nei popoli antichi si manifesta invece nei confronti di coloro che vengono accusati di introdurre nuovi dei, come i filosofi che saranno condannati per empietà o ateismo, come nel caso di Socrate, con l'accusa di voler diffondere principi che minano la moralità pubblica e la religione nazionale:
Così il senatoconsulto di Roma che vieta i baccanali e vigila su i culti stranieri, si giustifica non come volontà di difendere la religione dello Stato, ma piuttosto la morale e l'ordine pubblico assicurate dalla religione nazionale, quella cioè praticata dal popolo lasciato libero nelle sue scelte.
L'intolleranza è invece connessa alla ortodossia contenente principi assoluti e inviolabili, dogmi rivelati da un'unica divinità e conservati definitivamente in testi sacri inalterabili e custoditi da una casta sacerdotale.
Rientrano in queste caratteristiche le religioni soprannazionali e universali dotate di una Chiesa che si rivolge a persone di qualsiasi stirpe o nazionalità, ma nello stesso considerate nella loro individualità, alle quali viene promessa la salvezza, intesa come liberazione dal male e dall'errore. Queste religioni sono originate da un fondatore storico che si presenta come innovatore rispetto alle precedenti credenze:
Questo fenomeno d'intolleranza non si verificò invece nelle religioni fondate da un personaggio mitico a cui si riferiva un insieme di dottrine mitologiche non catalogate in testi sacri. Un esempio di queste religioni fu quella dei misteri che si diffusero in tutto il mondo antico greco e medio-orientale, con un particolare sviluppo in età ellenistica e successivamente in epoca romana. I misteri rientrarono nell'ambito delle religioni nazionali perché nei loro fedeli mancava un atteggiamento esclusivista e separatista.
Quando verso la fine del mondo antico, anche in assenza di una ortodossia, nella religione sincretica romana, specie nei confronti del cristianesimo si manifesta una certa intolleranza religiosa di natura popolare giustificata dall'assimilazione della religione cristiana ad un crimine contro lo Stato con la conseguente condanna dei fedeli della nuova religione che rifiutano di riconoscere la divinità dell'imperatore. Tra i persecutori la storiografia cristiana iniziale annoverava Flavio Claudio Giuliano (che i cristiani avrebbero chiamato Giuliano l'Apostata), ultimo imperatore pagano di Roma, che con una politica religiosa «... mirante alla restaurazione del paganesimo, iniziò con atti di neutralità e finì con l'intolleranza anticristiana». In realtà Giuliano si limitò a privare i cristiani del diritto di insegnare la letteratura (Omero, Virgilio, ecc., ovvero la mitologia del politeismo) in quanto a quei miti essi si opponevano frontalmente. L'atteggiamento dei cristiani verso l'antica religione doveva sfociare anche nella violenza se un elemento del dissidio tra essi e l'imperatore Giuliano fu la condanna a pagare la ricostruzione di un tempio pagano incendiato dai cristiani.

### La religione di Stato
Quando lo Stato trova il suo fondamento nel sostegno di una religione rivelata non può esimersi di offrire il suo "braccio secolare" in difesa dell'ortodossia negando ai suoi stessi cittadini la libertà di dissentire e quindi, considerandoli come stranieri, espellerli dal suo territorio. 

## L'intolleranza nel mondo contemporaneo

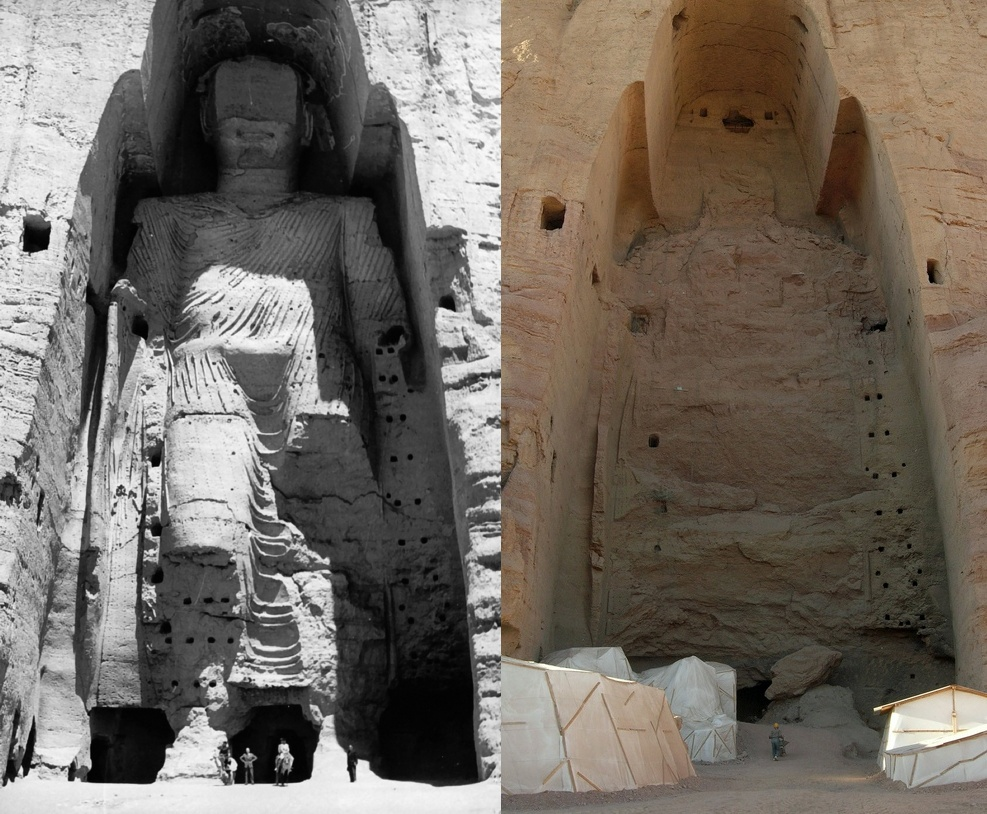
Uno dei Buddha di Bamiyan prima e dopo la distruzione da parte di estremisti.

Il tema dell'intolleranza religiosa sta conoscendo una crescente attenzione internazionale , anche perché la libertà religiosa sta incontrando crescenti minacce. Si stima che oggi il 70% della popolazione mondiale viva in paesi con elevate limitazioni alla libertà religiosa, determinate dalle autorità governative o dagli elevati livelli di ostilità sociale.
Secondo quanto riportato nel Rapporto 2012 delle Nazioni Unite, le manifestazioni di intolleranza più comuni comprendono restrizioni burocratiche sproporzionate, impedimenti alla costruzione di edifici religiosi e discriminazioni sistematiche a livello sociale. Le violazioni, spesso legate a pregiudizi e denigrazioni, includono inoltre atti di vandalismo e profanazione, proibizione di cerimonie religiose, confische, minacce e atti di violenza.
Gli abusi e le violazioni della libertà religiosa si inseriscono spesso nel quadro di più ampi conflitti tra società e nazioni.

## Organismi internazionali a difesa della libertà religiosa

### Nazioni Unite

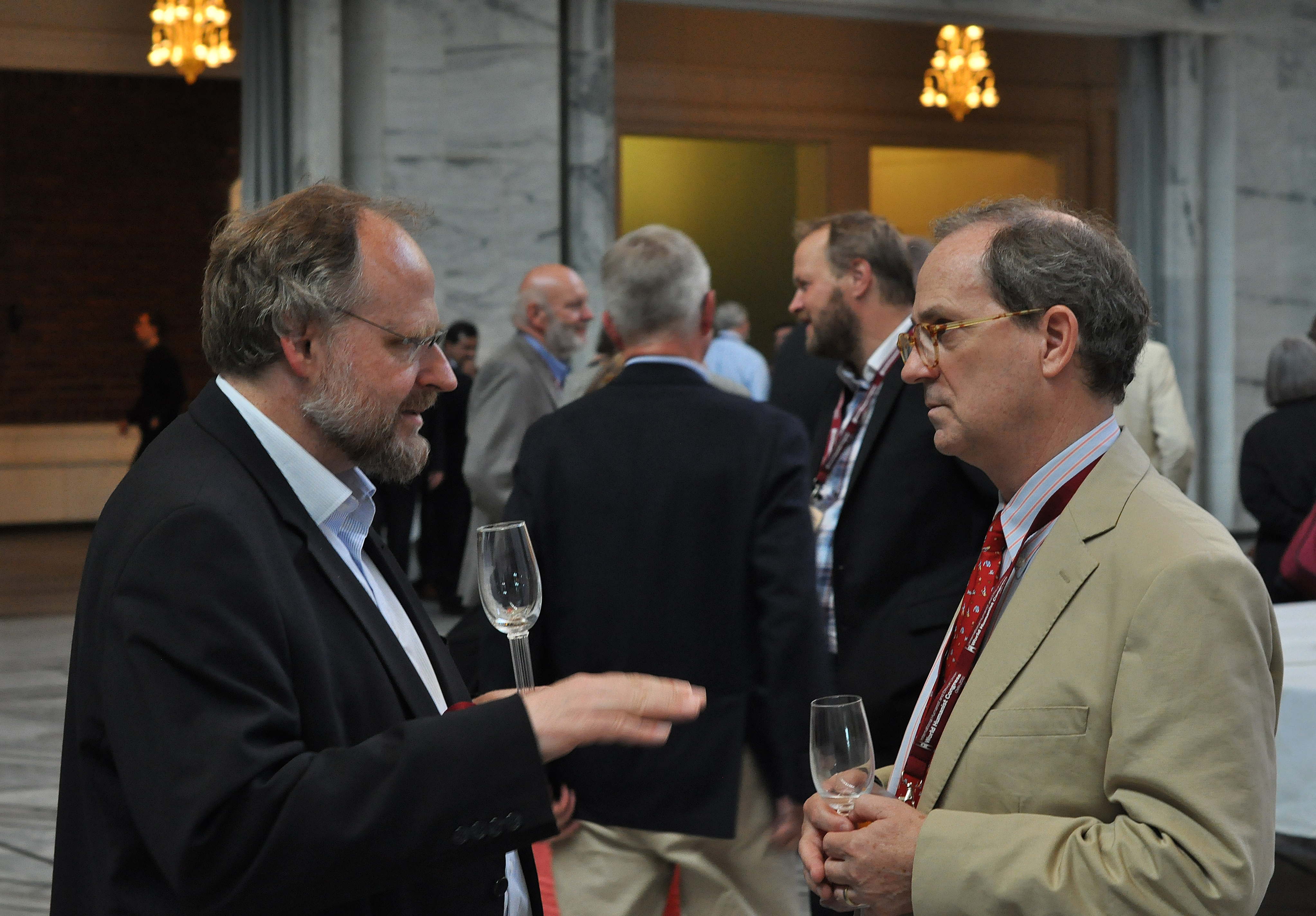
Heiner Bielefeldt, a sinistra, è dal 2010 il Relatore speciale ONU sulla libertà di religione o credo.

Le Nazioni Unite hanno istituito nel 1986 la figura del Relatore speciale sulla libertà di religione o credo, un esperto nominato dal Consiglio dei Diritti Umani.
Il Relatore ha il compito di promuovere l'adozione di misure per la tutela della libertà religiosa, identificando gli ostacoli esistenti e monitorando incidenti e violazioni su questo tema.
Il Relatore produce annualmente un rapporto sullo stato della libertà di religione o di credo. Il Rapporto 2012 mette in evidenza la segnalazione di numerose gravi violazioni dei diritti, soprattutto sul tema della conversione. A questo proposito, sono state individuati quattro ambiti che richiedono un'attenzione sistematica:
- il diritto alla conversione, minacciato in molti stati da norme che prevedono per questi casi l'incriminazione e la pena di morte con accuse di apostasia, blasfemia o simili;
- il diritto a non essere costretti a una conversione: particolarmente forti sono le pressioni o le minacce subite in questo ambito dalle donne;
- il diritto di convertire altri senza usare le coercizione: in molti stati sono presenti normative platealmente discriminatorie e le comunità religiose impegnate in attività missionarie sono talvolta vittime di pregiudizi sociali che degenerano in paranoia;
- i diritti dei bambini e dei loro genitori, vittime di misure repressive contro i figli di persone convertite o i membri di minoranze religiose.

### Unione Europea

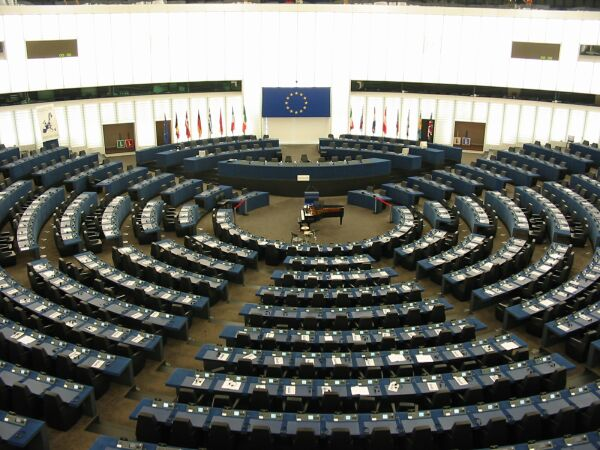
Il Parlamento europeo di Strasburgo.

L'Unione europea ha ribadito in più occasioni il suo impegno nella lotta contro l'intolleranza religiosa, anche in collaborazione con altri organismi internazionali.

#### Parlamento europeo
Il Parlamento europeo ha approvato il 18 aprile 2012 una risoluzione sulla relazione annuale sui diritti umani nel mondo nel 2010.
La risoluzione include un apposito paragrafo dedicato a Diritti umani, libertà religiosa e persecuzione dei cristiani nel mondo, nel quale viene condannata con forza ogni forma di persecuzione. Per questo, l'Unione Europea si impegna a difendere la libertà religiosa nei contesti internazionali e ritiene particolarmente importante avviare un dialogo costruttivo su questo tema con l'Organizzazione della conferenza islamica (OCI). In particolare, l'Unione Europea sollecita interventi per scongiurare la violenza in paesi come la Nigeria, l'Egitto e l'Indonesia.
Le istituzioni europee sono inoltre invitate a combattere pratiche non tollerabili come le conversioni forzate e la criminalizzazione dell'apostasia, esercitando pressioni sui paesi che, come nel caso del Pakistan, dell'Iran e dell'Arabia Saudita, attuano ancora tali pratiche. Particolare attenzione viene inoltre dedicato all'uso strumentale delle accuse di blasfemia.
Tra le iniziative da portare avanti viene evidenziata la necessità di affrontare il problema dei contenuti discriminatori e sediziosi presenti nei mezzi di comunicazione.
Nella Risoluzione viene infine espressa preoccupazione per una possibile evoluzione della primavera araba che neghi, tra gli altri, i diritti delle minoranza religiose.

#### Consiglio europeo
Il Consiglio europeo, nelle Conclusioni relative all'intolleranza, alla discriminazione e alla violenza fondata sulla religione o sul credo (21 febbraio 2011) ha ribadito il forte impegno dell'Unione europea per la promozione e la protezione della libertà di religione e di credo. Nell'occasione è stata espressa preoccupazione per la crescita degli atti di intolleranza e discriminazione in diversi Paesi, dove la violenza ha anche assunto i tratti del terrorismo.
Nel documento si afferma che sia un diritto umano universale e come tale deve essere protetto dovunque e da chiunque, anche perché intrinsecamente legato ad altri diritti fondamentali, come quelli di opinione e di espressione. Si rileva, purtroppo, nessuna parte del pianeta sembra esente dall'intolleranza religiosa.

## Legislazioni nazionali

### Italia
In Italia alcuni articoli della Costituzione stabiliscono la libertà di culto, come per esempio l'articolo 8 in cui si afferma che «Tutte le confessioni religiose sono egualmente libere davanti alla legge» e anche che «Le confessioni religiose diverse dalla cattolica hanno diritto di organizzarsi secondo i propri statuti, in quanto non contrastino con l'ordinamento giuridico italiano.» . All'entrata in vigore della Costituzione repubblicana il 1º gennaio 1948, tuttavia, le confessioni religiose diverse dalla cattolica rimasero sostanzialmente sottoposte alla legislazione sui "culti ammessi" approvata durante il fascismo con un sistema di regolamentazione dei rapporti tra lo Stato e le confessioni religiose del tutto diverso da quello previsto nel dettato costituzionale  . La tolleranza verso le minoranze religiose nella legge non contemplava la protezione del principio della libertà di coscienza, cardine essenziale di quella religiosa, ma in essa e nei decreti attuativi, erano dettate norme per sottoporre i culti ad un maggior controllo e vigilanza da parte dello Stato. Solo successive pronunce della Corte Costituzionale e la ratifica di alcune intese hanno in parte superato la legislazione fascista.

### Altri paesi
Le costituzioni di molti paesi nel mondo contengono disposizioni chiare contro atti di intolleranza religiosa. Ad esempio negli Stati Uniti, o nell'articolo 4 della Legge fondamentale della Repubblica Federale di Germania, o nell'articolo 44.2.1 della Costituzione della Repubblica di Irlanda, o ancora nell'articolo 40 di quella dell'Estonia e anche in Turchia, Cina e Filippine.
In alcuni paesi del continente asiatico la libertà religiosa è meno tollerata. Ciò accade nelle Maldive, in Afghanistan, in Azerbaigian e altri, tanto che l'Asia risulta da tal punto di vista il continente più intollerante.